# Idol von Pomos

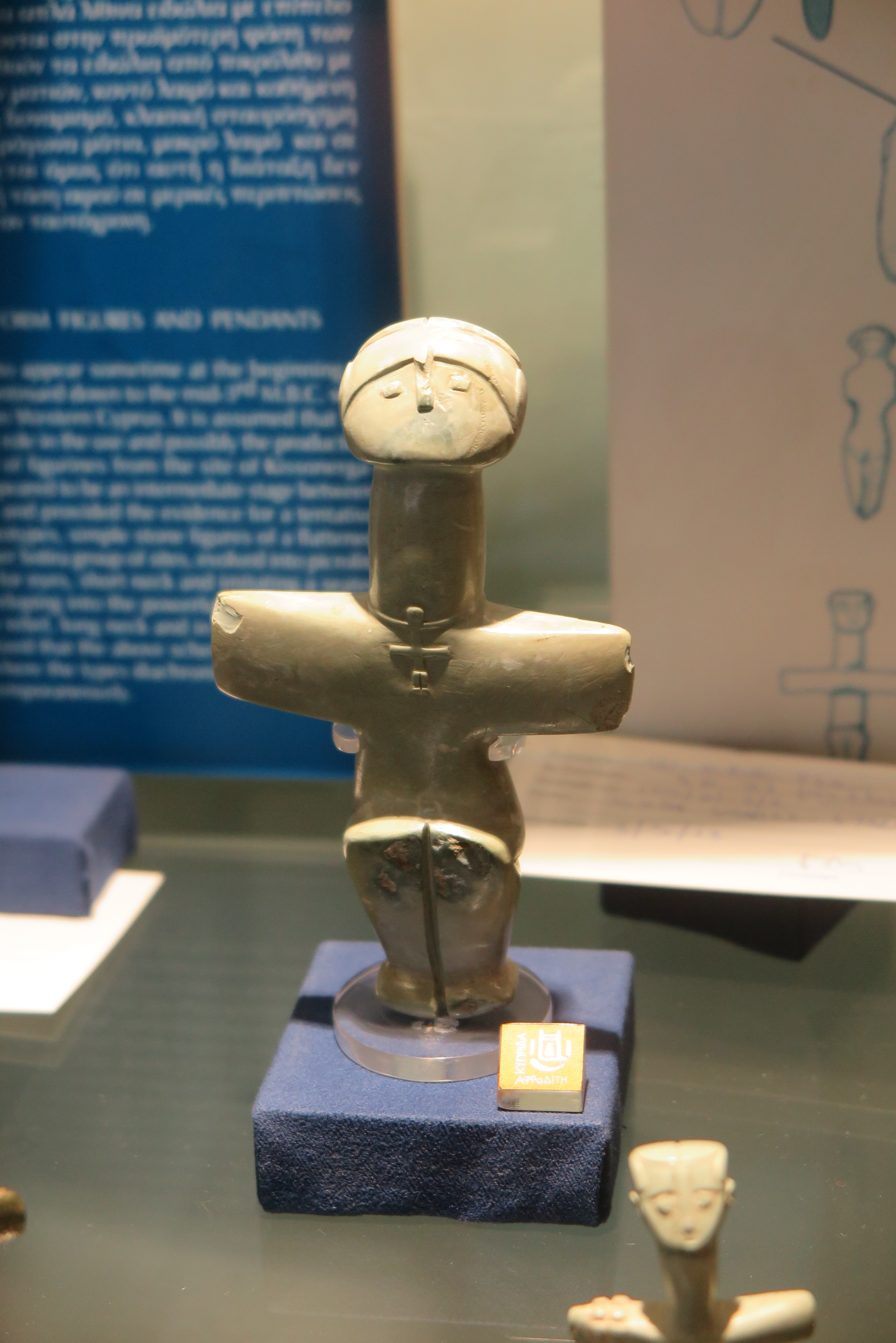
Das Idol von Pomos

Das Idol von Pomos ist eine chalkolithische weibliche Figur aus Pikrolith (Mangan-Eisen-Silikat). Das Rohmaterial stammt vermutlich aus den Tälern des Karyotis und Kouris.
Sie stellt eine Frau mit ausgebreiteten Armen und angewinkelten Beinen dar, die ein identisches Idol um den Hals trägt. Sie wurde in mehreren Exemplaren in der Nähe des Dorfes Pomos auf Zypern gefunden und im Cyprus Museum in Nikosia ausgestellt. Ihr Alter wird auf 5000 Jahre angesetzt, man vermutet, dass sie ein Fruchtbarkeitssymbol ist.
Da die Idole Zeugnisse einer Kultur sind, die nur auf Zypern verbreitet war, werden sie auf den zyprischen 1- und 2-Euromünzen dargestellt.

Zyprische 2-Euro-Kursmünze